# 鈴木政二 (リングアナウンサー)
鈴木 政二（すずき しょうじ、1970年10月27日 - ）は、日本のリングアナウンサー。IWAジャパンに永く所属した。東京都世田谷区出身。身長165cm、体重58kg、血液型B型。

## エピソード
- 1999年、IWAジャパンのリングアナウンサーとしてデビュー。会場はつくばカピオ。
- 2001年、仙台大会(Zepp Sendai)からメインリングアナを務めるようになる。
- 場外乱闘時、「お下がりください。お気を付けください! 下がってください！ 場外乱闘大変に危険です！ 危なーい！ 」と必死に注意を促す。
- 代々木第二体育館で行われたIWA10周年記念大会では、選手の乱闘により一時音響がストップしてしまい、地声でコールをした[1]。
- デビューしてから2007年までは、ほぼ全てのIWAの大会に参加していた。
- デビュー当初は、ホテルマンをしながらIWA全大会に参加していたが、後楽園でのFMWとの抗争の記事がきっかけでリングアナをしている事が会社にばれてしまった。問い詰められた際に、開き直って「会社のイベントでプロレス興行をやりましょう！」と提案したところ、本当に実現してしまった。その後は会社公認でリングアナウンサーを出来るようになった。
- SPWF、ますだまつり、WMF、どすこいプロレス[2]、チョコボール向井自主興行[3], でもリングアナを務めた。
- 2010年、ガッツワールドの横浜赤レンガ倉庫大会にて3試合リングアナを務めた。(同期の佐藤淳一レフェリーの10周年の祝いにかけつけた。)
- 2013年10月15日、松田慶三プロデュース大会第3弾・プロレスリングDo横浜ラジアントホール大会のリングアナを急きょ務め、安定した進行で興行を支えた。
- 2014年5月25日、松田慶三プロデュース大会第4弾・プロレスリングDo横浜ラジアントホール大会のリングアナを再度務めた。IWA時代と比べ、若干声量は落ちたものの、見る側をハラハラさせたり、逆に、裏方の方々に安心感を与える独特の進行は相変わらずであった。
- 2014年11月30日、極悪祭[4]・横浜ラジアントホール大会のリングアナを無事に務め上げた。
- 2015年6月27日、大仁田厚が友情参戦した高杉正彦40周年記念カウントダウン大会と称した湘南プロレス　横浜ラジアントホール大会においてリングアナを務めた。
- 2016年5月7日、再び大仁田厚が友情参戦した湘南プロレス　旗揚げ20周年記念興行・横浜ラジアントホール大会においてリングアナを務めた。
- 2017年4月22日、湘南プロレス「高杉正彦40周年記念試合」横浜ラジアントホール大会においてリングアナを務めた。メインイベントの対戦カードは、大仁田厚、高杉正彦、高杉祐希　対　将軍KY若松、雷神矢口、松崎和彦であった。
- 2017年11月23日、佐藤淳一レフェリー引退興行・横浜ラジアントホール大会に参加、オープニングとセミファイナルを担当し、久しぶりのIWA劇場で観客を沸かせた。[5]
- 2018年8月25日、雷電矢口デビュー２５周年記念大会・横浜ラジアントホール大会においてリングアナを務めた。

## その他
- 『どすこいプロレス』の前日に、腕を負傷してしまい翌日手術予定であったが、そのまま会場入りした。[6]
- 3か月間、自宅でジプシー・ジョーの世話をしていた事がある。
- リングアナ以外に広報・通訳もこなし、外人レスラー来日の際、書類関係も含め、一連の業務を担当した。
- 美声の持ち主であり、東スポタイアップのCD発表時に、選手とともに参加。ユニバーサルミュージックより「IWA流リングアナは、他の追随を許さず独走中！」[7] と紹介される。
- 世界最強虫王決定戦 第三弾[8] のナレーションを務めた。
- 2011年、一時期のリングアナ引退時に、飲食の修行を始めたが、最初に勤めた会社のお店の店長に警戒され、追い出されてしまう。
- 2017年よりリングアナ以前に行っていたバンド活動を２０年ぶりに再開し、普段は銀座で足つぼと中国整体の仕事をしながら、月１でリハを行っている。[9]
- Mr.Jimmy[10]の創成期にヴォーカルを担当していた。
- 2022年８月に【プライベートサロン】足つぼ飛行船をオープン、銀座のサロンと両立しながら経営している。